# زهی خیال باطل (قصیده‌ای برای پرخوران)
«زهی خیال باطل (قصیده‌ای برای پرخوران)» (به انگلیسی: Famous Last Words (An Ode to Eaters)) ترانه‌ای از پروژهٔ آمریکایی ۱۰۱۷ الیکس ۹اس‌ام و خواننده-ترانه‌پرداز آمریکایی اتل کین می‌باشد که در ۲۱ ژوئیهٔ سال ۲۰۲۳ به‌عنوان نخستین تک‌آهنگ این پروژه که توسط کارگردان ژیوانشی مت ویلیامز ساخته شده و همچنین تک‌آهنگ اصلی این پروژه تحت عنوان تلفیقی جلد ۱ منتشر گردید. این ترانه به‌طور کلی تماماً توسط کین تهیه و نوشته شده، و اولین انتشار رسمی وی پس از آلبوم مفهومی او که مورد پسند منتقدان موسیقی بود و تحت عنوان دختر واعظ (۲۰۲۲) منتشر شده‌است، می‌باشد. موزیک ویدئوی این ترانه همراه‌با خود ترانه به‌کارگردانی کین در همان روز منتشر شده‌است.